# مارک وان دورن
مارک وان دورن (انگلیسی: Mark Van Doren؛ ۱۳ ژوئن ۱۸۹۴ – ۱۰ دسامبر ۱۹۷۲) یک شاعر اهل ایالات متحده آمریکا بود.